# 脱フコシル化モノクローナル抗体
脱フコシル化モノクローナル抗体（Afucosylated monoclonal antibody）は、抗体のFc領域のオリゴ糖がフコース糖単位を持たないように設計されたモノクローナル抗体である。抗体を脱フコシル化すると、抗体依存性細胞傷害性（ADCC）が高まる。

## 背景
承認されている殆どのモノクローナル抗体はIgG1アイソタイプであり、Fc領域には2つのN-結合型二分岐複合型オリゴ糖が結合している。Fc領域は、FcγRファミリーの白血球受容体と相互作用することで、ADCCのエフェクター機能を発揮する。ADCCはがん抗体の有効性に重要であるが、承認されている多くのがん抗体では、ナチュラルキラー細胞のFcγIIIaに結合する際に非特異的なIgGが競合するため、ADCCが期待される程には強くない。脱フコシル化モノクローナル抗体は、FcγIIIaとの結合を改善することでこの問題を克服している。

## 手法
スイスのGlycArt Biotechnology社は、CHO細胞を用いて、GnTIIIと呼ばれる酵素を過剰発現するように操作したシステムを開発した。この過剰発現の効果は、発現した抗体上のフコシル化オリゴ糖の形成を阻害することである。この技術は1999年に初めて報告され、GlycArt Biotechnology社の基礎となった。
GlycArt社は、2000年にスイス連邦工科大学チューリッヒ校のスピンアウト企業として設立された。ロシュは2005年にGlycArt社を買収し、抗体を脱フコシル化する技術を獲得した。GlycArt社の買収により最初に商業化された製品はオビヌツズマブで、2013年11月に慢性リンパ性白血病の治療薬として米国FDAに承認された。
協和発酵キリンの「ポテリジェント」プラットフォームでは、FUT8をノックアウトしたCHO細胞株を用いて、Fc領域にフコースを殆ど含まない抗体を作製可能である。このプラットフォームを用いて開発したモノクローナル抗体医薬品モガムリズマブは、2012年4月に日本で製造販売承認を取得している。同社の技術は2004年に初めて報告された。

## 参考資料
1. ↑  “Non-fucosylated therapeutic antibodies as next-generation therapeutic antibodies”. Expert Opin Biol Ther 6 (11):  1161–73. (2006). doi:10.1517/14712598.6.11.1161. PMID 17049014.
2. ↑  “Engineered glycoforms of an antineuroblastoma IgG1 with optimized antibody-dependent cellular cytotoxic activity”. Nat. Biotechnol. 17 (2):  176–80. (February 17, 1999). doi:10.1038/6179. PMID 10052355.
3. ↑  “Roche - Roche acquires Swiss based GlycArt Biotechnology to strengthen expertise in therapeutic antibody research”.   roche.com. 2015年2月5日時点のオリジナルよりアーカイブ。2015年4月29日閲覧。
4. ↑  Presentation: GlycArt Biotechnology AG From Inception to trade sale – and what happened after... by Dr. Joël Jean-Mairet. Brussels, March 31, 2011
5. ↑  “Obinutuzumab: first global approval”. Drugs 74 (1):  147–54. (2014). doi:10.1007/s40265-013-0167-3. PMID 24338113.
6. ↑  Yu, X; Marshall, MJE; Cragg, MS; Crispin, M (June 2017). “Improving Antibody-Based Cancer Therapeutics Through Glycan Engineering.”. BioDrugs : Clinical Immunotherapeutics, Biopharmaceuticals and Gene Therapy 31 (3):  151–166. doi:10.1007/s40259-017-0223-8. PMID 28466278.
7. ↑  “Establishment of FUT8 knockout Chinese hamster ovary cells: an ideal host cell line for producing completely defucosylated antibodies with enhanced antibody-dependent cellular cytotoxicity”. Biotechnol. Bioeng. 87 (5):  614–22. (September 5, 2004). doi:10.1002/bit.20151. PMID 15352059.